# Петронила Арагонская
Петронила Арагонская (араг. Peironela d'Aragón, 29 июня 1136 — 15 октября 1173) — королева Арагона с 1137 по 1164 годы, дочь арагонского короля Рамиро II и его жены Агнессы Аквитанской. Отреклась от всех титулов в пользу своего сына Альфонсо в 1164 году.

## Биография
Альфонсо I Воитель умер 7 сентября 1134, не оставив наследника, после поражения от Альморавидов в битве под Фрагой. Хотя по завещанию королевство должны были унаследовать военно-религиозные ордена иоаннитов и тамплиеров, его брат Рамиро, епископ Барбастро, был избран дворянами королём Арагона.
Рамиро II по прозвищу Монах женился в 1135 на Агнессе де Пуату. От этого брака 26 июня 1136 родилась дочь Петронила. Сначала Рамиро II хотел выдать её замуж за Санчо, наследника короля Кастилии, и заключил с ним договор. Согласно Этому договору Рамиро сохранял сюзеренитет над королевством Сарагоса, в то время как Альфонсо VII Кастильский вступал в управление Арагоном. Целью Альфонсо было объединение Леона, Кастилии и Арагона.
Однако этот альянс встретил сопротивление арагонской знати и короля Наварры Гарсии IV.
Год спустя, 11 августа 1137, Рамиро II и Рамон Беренгер IV (граф Барселоны) подписали брачное соглашение, согласно которому принцесса Петронила становилась невестой графа. Рамиро II ушел в монастырь, сохранив за собой, однако, титул короля. Его жена Агнесса вернулась в Аквитанию.
Петронила отправилась в Барселону. Её свадьба с Раймондом-Беренгаром была отпразднована в августе 1150, сразу как только ей исполнилось 14 лет.
После смерти мужа (1162) Петронила оставалась на троне два года, затем отреклась от всех титулов в пользу сына в июле 1164 года. Она больше не выходила замуж и вела простую скромную жизнь.
Петронила Арагонская умерла 15 октября 1173 года и была похоронена в кафедральном соборе Барселоны.

## Брак и дети
Единственным мужем Петронилы был Рамон Беренгер IV (граф Барселоны), который был старше её на 20 лет. Свадьба прошла в августе 1150 в Лериде.
От этого брака родились:
- Педро (4 мая 1152 — до 1158)
- Альфонсо II (1/25 марта 1157 — 25 апреля 1195), граф Барселоны, Жероны и Осоны (Альфонсо I) с 1162, король Арагона с 1154, граф Прованса (Альфонсо I) с 1166—1173
- Раймунд Беренгер (Педро) (ок. 1158 — 5 апреля 1181), граф Сердани (Педро I) 1162—1168, граф Прованса (Раймунд Беренгер III) с 1173
- Дульса (ок. 1160 — 1 сентября 1198); муж: с ок. 1175 Саншу I Заселитель (11 ноября 1154 — 26 марта 1212), король Португалии с 1185
- Санчо (ок. 1161—1226), граф Сердани с 1168, граф Прованса 1181—1185, граф Руссильона с 1185